# Бельтюков, Александр Николаевич
Алекса́ндр Никола́евич Бе́льтюков (род. 4 октября 1971 года, Кирово-Чепецк, Кировская область, РСФСР, СССР) — российский  хоккеист, выступавший за клубы главных хоккейных лиг России и Польши.

## Биография
Родился в 1971 году в Кирово-Чепецке. Воспитанник ДЮСШ местного хоккейного клуба «Олимпия», в котором и начал свою игровую карьеру в 1988 году, и где выступал до сезона 1998/99 (в этот период клуб играл во второй лиге чемпионатов СССР и СНГ, первенстве ФХР, высшей лиге РХЛ, чемпионате ФХР).
В переходном турнире 1999 года играл за екатеринбургскую «Динамо-Энергию», выигравшую турнир и перешедшую в Суперлигу.
В сезоне 1999/2000 выступал в составе польского клуба «Сточнёвец», представлявшего  Гданьск в Польской хоккейной лиге, после чего завершил игровую карьеру.